# Bistum Nidaros

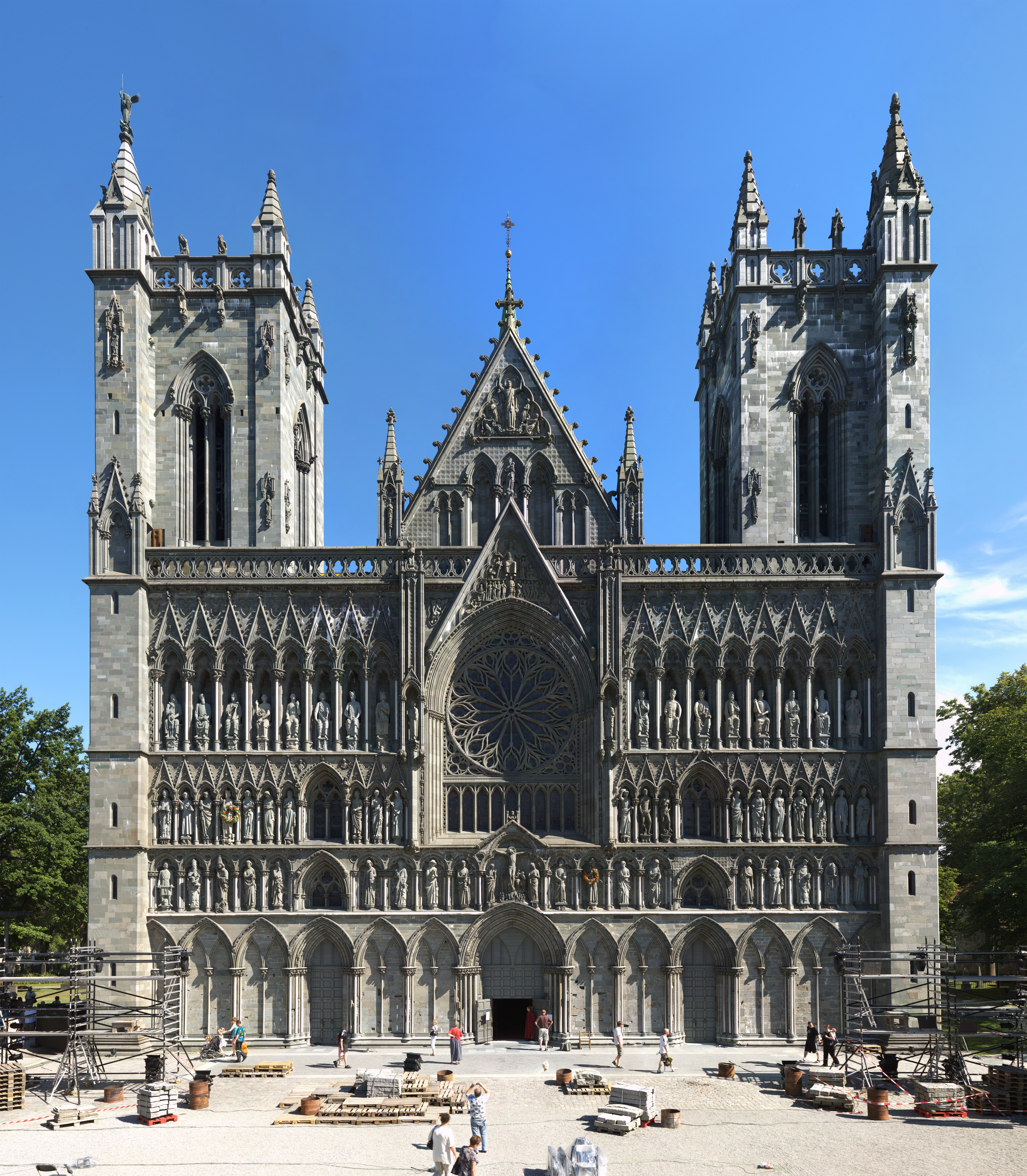
Nidarosdom

Karte der lutherischen Bistümer in Norwegen (Bistum Nidaros in blaugrün)

Das Bistum Nidaros (früher auch Bistum Trondhjem, norwegisch Nidaros bispedømme) ist eins der elf Bistümer der evangelisch-lutherischen Norwegischen Kirche. Bis zur Reformation war es ein Erzbistum und Sitz der ganz Norwegen umfassenden Kirchenprovinz. Es umfasst die Provinz (fylke) Trøndelag und hat seinen Sitz in Trondheim; Kathedrale ist der Nidarosdom. Bischöfin von Nidaros ist seit 2017 Herborg Finnset. Seit 2011 residiert am Nidarosdom daneben auch der/die Vorsitzende der Bischofskonferenz der Norwegischen Kirche (seit 2020 Olav Fykse Tveit).

## Geschichte
Schon um 997 gründete König Olav I. Tryggvason die Stadt Nidaros (später Trondhjem oder Trondheim) und ließ dort eine erste Kirche errichten, um die Christianisierung der Norweger voranzutreiben. König Olav der Heilige, der die Christianisierung schließlich durchsetzte, setzte um 1015 den Mönch Grimkjell als Bischof ein. Nach dem Tod Olavs 1030 wurde über seiner Grabstätte eine Kirche gebaut, wodurch Nidaros zu einem Wallfahrtsziel wurde. Die norwegischen Bistümer (anfangs neben Nidaros nur Oslo und Bjørgvin [Bergen]) unterstanden bis 1104 der Metropolie Hamburg-Bremen, dann der ganz Skandinavien umfassenden Kirchenprovinz Lund. Das Bistum umfasste die gesamte nördliche Hälfte Norwegens.
1152 oder 1153 wurde das Bistum durch den päpstlichen Legaten Kardinal Nicholas Breakspear (bestätigt 1154 durch Papst Anastasius IV.) zum Erzbistum erhoben. Zu seiner Kirchenprovinz gehörten nun neben den vier anderen norwegischen Bistümern (zu Oslo und Bjørgvin kamen noch das Bistum Stavanger und das Bistum Hamar) auch die Bistümer im Nordatlantik: Skálholt und Hólar auf Island, das Bistum Färöer, das Bistum Orkney (bis 1472), die Diözese Sodor und Man (bis 1266) sowie das Bistum Garðar auf Grönland (bis 1378). Erster Erzbischof wurde Jon Birgisson; sein Nachfolger Øystein Erlendsson errichtete eine noch heute bestehende Burg in Trondheim, den Erkebispegården. Nach längeren Auseinandersetzungen gelang es den Erzbischöfen im 13. Jahrhundert, die Unabhängigkeit gegenüber den norwegischen Königen, die zumeist auch in Trondheim residierten, zu behaupten. Bis zur Reformation in Dänemark-Norwegen gehörten sie zu den mächtigsten Männern im Land und größten Landbesitzern und waren im Hochmittelalter zeitweise als Jarle anerkannt.
Olav Engelbrektsson, der ab 1523 als Erzbischof amtierte, war der wichtigste Gegner der reformatorischen Bewegung. Sein Versuch, Norwegen eine weitgehende Unabhängigkeit gegenüber dem lutherisch gesinnten König Friedrich I. zu erkämpfen, schien 1533 zum Erfolg zu führen. Der Sieg Christians III. im Bürgerkrieg 1536 führte dann aber zum Verlust der Eigenständigkeit Norwegens, das nun bis 1814 Teil des Königreichs Dänemark war. Der Erzbischof konnte sich der Gefangennahme entziehen, floh aber Ostern 1537 in die Niederlande. König Christian III. beanspruchte das Landesherrliche Kirchenregiment und setzte anstelle der Bischöfe lutherische Superintendenten ein, zunächst aber nur für Bjørgvin, dann für Oslo. Erst 1546 erhielt das Bistum Trondhjem mit Torbjørn Bratt seinen ersten Superintendenten; erst im 17. Jahrhundert nahmen die Superintendenten wieder den Bischofstitel an.
Das Gebiet des Bistums, das im 16. Jahrhundert seine größte Ausdehnung hatte, wurde in mehreren Schritten verkleinert. Zuerst wurde ein Teil von Østerdalen an das Bistum Oslo abgegeben, dann die Region Sunnmøre 1622 an das Bistum Bjørgvin. Mit dem Verlust von Jämtland (das erst 1570 zum Bistum gekommen war) und Härjedalen an Schweden fielen diese Landschaften 1645 an das Erzbistum Uppsala. 1804 wurde für die Provinzen Nordland, Troms und Finnmark ein eigener Bischof eingesetzt; 1844 wurde das Bistum Hålogaland (bis 1918 Bistum Tromsø) offiziell abgetrennt. 1983 wurde der Nordteil der Provinz Møre og Romsdal ausgegliedert, um mit Sunnmøre zusammen das neue Bistum Møre zu bilden.
Seit dem Bestehen der Bischofskonferenz amtierte immer einer der Diözesanbischöfe (meist der aus Oslo) zugleich als Präses der Bischofskonferenz und damit ranghöchster der Bischöfe der Norwegischen Kirche. 2011 wurde das zusätzliche Amt eines präsidierenden Bischofs geschaffen, der auch am Nidarosdom residiert und die dortige Dompropstei als eigenen Aufsichtsbezirk hat. Helga Haugland Byfuglien, die bis dahin als Bischöfin von Borg diese Funktion nebenamtlich ausgeübt hatte, wechselte damit auf das zusätzliche zwölfte Bischofsamt.

## Statistik
Das Bistum hat (Stand 2018) 355.905 Mitglieder, was einem Anteil von 76,5 % der Bevölkerung entspricht. Es ist in neun Propsteien und 128 Kirchengemeinden aufgeteilt, in denen 103 Pfarrer arbeiten.